# Olomučany
Olomučany är en ort i Tjeckien.   Den ligger i distriktet Okres Blansko och regionen Södra Mähren, i den östra delen av landet, 180 km sydost om huvudstaden Prag. Olomučany ligger 360 meter över havet och antalet invånare är 892.
Terrängen runt Olomučany är kuperad västerut, men österut är den platt. Runt Olomučany är det ganska tätbefolkat, med 111 invånare per kvadratkilometer. Närmaste större samhälle är Brno, 15,7 km söder om Olomučany. I omgivningarna runt Olomučany växer i huvudsak blandskog.